# エスカンビア郡 (アラバマ州)
エスカンビア郡（英: Escambia County）は、アメリカ合衆国アラバマ州の南部に位置する郡である。2010年国勢調査での人口は38,319人であり、2000年の38,440人から0.3%減少した。郡庁所在地はブリュートン市（人口5,408人）であり、同郡で人口最大の都市はアットモア市（人口10,194人）である。エスカンビア郡の南側境界はフロリダ州のエスカンビア郡と接している。

## 歴史
エスカンビア郡となった地域に住んでいたインディアン部族は、クリーク族、チョクトー族、アラバマ族などであり、長く狩猟と農耕の生活を続けていた。クリーク族とチョクトー族は、アメリカ合衆国南東部にあって、ヨーロッパ系アメリカ人開拓者が西に向けて入ってくるにつれ、生き残りのためにヨーロッパ文明を幾らか取り入れたので、文明化五部族に数えられているうちの2部族である。これら部族員の大半は、1830年代にミシシッピ川の西にあるインディアン準州へアメリカ軍により強制移住させられた。
エスカンビア郡は南北戦争後のレコンストラクション時代である1868年12月10日に設立された。領域は西のボールドウィン郡と北のカネッカー郡の一部を合わせて作られた。この地域は海岸平原に属し、19世紀にはプランテーションとして開発されていた。
「エスカンビア」という名称は、クリーク族の言葉で「きれいな水」を意味する Shambia、あるいはチョクトー族の言葉で「トウの茂み」か「アシの茂み」を意味する言葉から採られたとされている。隣接するフロリダ州にもエスカンビア郡があり、これはフロリダ州では最古の郡である。
1979年9月のハリケーン・フレデリックと2004年9月のハリケーン・アイバンの被害を受け、災害被災地域の宣言を受けた。

## 地理
アメリカ合衆国国勢調査局に拠れば、郡域全面積は952.95平方マイル (2,468.1 km2)であり、このうち陸地947.38平方マイル (2,453.7 km2)、水域は5.57平方マイル (14.4 km2)で水域率は0.58%である。

### 主要高規格道路
- 州間高速道路65号線
- アメリカ国道29号線
- アメリカ国道31号線
- アラバマ州道21号線
- アラバマ州道41号線
- アラバマ州道113号線

### 隣接する郡
- カネッカー郡 - 北
- コビントン郡 - 東
- オカルーサ郡 (フロリダ州) - 南東
- サンタローザ郡 (フロリダ州) - 南
- エスカンビア郡 (フロリダ州) - 南西
- ボールドウィン郡 - 西
- モンロー郡 - 北西

エスカンビア郡はフロリダ州のエスカンビア郡と接している。このように2つの州の同名の郡が互いに接している例は、アメリカ合衆国に11組ある。

### 国立保護地域
- カネッカー国立の森（部分）

## 人口動態
以下は2000年の国勢調査による人口統計データである。
| 基礎データ - 人口: 38,440人 - 世帯数: 14,297 世帯 - 家族数: 10,093 家族 - 人口密度: 16人/km2（41人/mi2） - 住居数: 16,544軒 - 住居密度: 7軒/km2（18軒/mi2） 人種別人口構成（ ）内は2010年データ - 白人: 64.40% (62.1%) - アフリカン・アメリカン: 30.79% (31.9%) - ネイティブ・アメリカン: 3.01% (4.4%) - アジア人: 0.24% (0.2%) - 太平洋諸島系: 0.03% (0.0%) - その他の人種: 0.40% - 混血: 1.13% (1.5%) - ヒスパニック・ラテン系: 0.99% (1.9%) | 年齢別人口構成 - 18歳未満: 24.1% - 18-24歳: 9.7% - 25-44歳: 28.9% - 45-64歳: 23.7% - 65歳以上: 13.6% - 年齢の中央値: 37歳 - 性比（女性100人あたり男性の人口） - 総人口: 102.7 - 18歳以上: 102.7 世帯と家族（対世帯数） - 18歳未満の子供がいる: 32.0% - 結婚・同居している夫婦: 51.7% - 未婚・離婚・死別女性が世帯主: 15.1% - 非家族世帯: 29.4% - 単身世帯: 26.4% - 65歳以上の老人1人暮らし: 11.4% - 平均構成人数 - 世帯: 2.48人 - 家族: 2.99人 | 収入と家計 - 収入の中央値 - 世帯: 28,319米ドル - 家族: 36,086米ドル - 性別 - 男性: 30,632米ドル - 女性: 18,091米ドル - 人口1人あたり収入: 14,396米ドル - 貧困線以下 - 対人口: 20.9% - 対家族数: 15.2% - 18歳未満: 24.7% - 65歳以上: 17.8% |

## 州政府の機関
アラバマ州矯正省のホルマン矯正施設が郡内南西部、アットモア市の北9マイル (14 km) の未編入領域にある。ここには男性死刑囚が収容されており、処刑室もある。さらにファウンテン矯正施設もアットモア市の北約7マイル (11 km) にある。

## 都市と町

### 都市
- アットモア
- ブリュートン - 郡庁所在地
- イーストブリュートン

### 町
- フロマトン
- ポラード
- リバービュー

### 未編入の町
- フォシー